# Бондарівський
Бондарі́вський — пасажирський залізничний зупинний пункт Коростенської дирекції Південно-Західної залізниці розташований на одноколійній електрифікованій змінним струмом лінії Коростень — Звягель I.
Розташований у селі Бондарівка Коростенського району Житомирської області між станціями Омелянівка (4 км) та Ушиця (4 км).
На зупинному пункті зупиняються приміські поїзди..